# Carl Eller
Carl Lee Eller (Winston-Salem, 25 gennaio 1942) è un ex giocatore di football americano statunitense che ha giocato nel ruolo di defensive end per sedici stagioni nella National Football League (NFL). Fu scelto nel corso del primo giro (6º assoluto) del Draft NFL 1964 dai Minnesota Vikings. È stato inserito nella Pro Football Hall of Fame nel 2004.

## Carriera professionistica
Eller fu scelto nel corso del primo giro del Draft NFL 1964 dai Minnesota Vikings. Fu anche scelto nel Draft della American Football League dai Buffalo Bills. Come defensive end sinistro nei Vikings, fu una delle colonne dei quattro giocatori della linea difensiva noti come "Purple People Eaters".

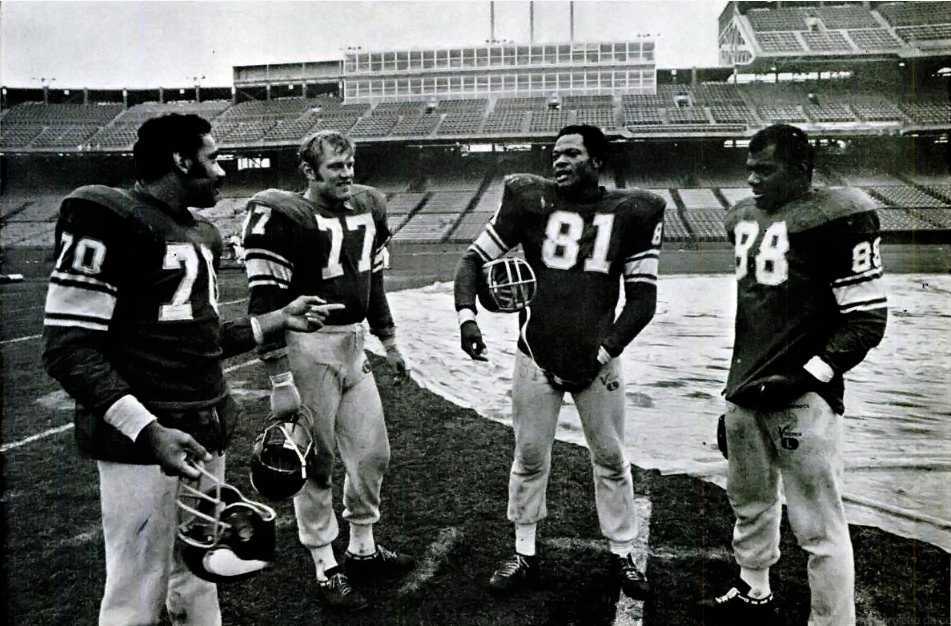
I "Purple People Eaters": da sinistra, Jim Marshall, Gary Larsen, Eller e Alan Page.

Eller partito come titolare dal 1968 con Minnesota vinse 10 titoli di division nelle successive 11 stagioni. I Vikings vinsero il campionato NFL nel 1969 ma furono sconfitti nel Super Bowl IV a sorpresa dai Kansas City Chiefs. Minnesota vinse il titolo della NFCnel 1973, 1974 e 1976 e Eller fu uno dei 10 Viking a giocare tutti e quattro i Super Bowl persi da Minnesota.
Fu selezionato per 6 Pro Bowl (1968–1971, 1973 e 1974). Dopo essere stato scambiato con un'ottava scelta coi Seattle Seahawks per il defensive tackle Steve Niehaus, Eller giocò la sua ultima stagione nel 1979 coi Seahawks, raggiungendo le 225 gare in carriera. Nella sua carriera, "Moose" saltò solo tre partite e ne giocò 209 come titolare.
Eller è accreditato per essere il primatista di tutti i tempi dei con Vikings 130,5 sack. Altri tre sack li mise a segno coi Seahawks nel 1979, arrivando a un totale di 133,5. Ne mise mise a segno un primato stagionale di 15 nel 1969 e ancora nel 1977, oltre ad aver concluso 7 sette stagioni con 10 o più sack. Tutte queste statistiche non sono però ufficiali perché la NFL iniziò a rilevare i sack solo dalla stagione 1982.
Nel 1971 la Newspaper Enterprise Association (NEA) lo nominò miglior difensore dell'anno della NFL.

## Palmarès

### Franchigia
- Campionato NFL: 1

Minnesota Vikings: 1969
- National Football Conference Championship: 3

Minnesota Vikings: 1973, 1974, 1976

### Individuale
- Convocazioni al Pro Bowl: 6

1968, 1969, 1970, 1971, 1973, 1974
- First-Team All-Pro: 5

1968, 1969, 1970, 1971, 1973
- Second-Team All-Pro: 2

1967, 1972
- NEA Difensore dell'anno della NFL: 1

1971
- Difensore dell'anno della NFC: 1

1969
- First-team All-Conference: 6

1968, 1970, 1971, 1972, 1973, 1975
- Second-team All-Conference:

1974
- Formazione ideale della NFL degli anni 1970
- Pro Football Hall of Fame (Classe del 2004)
- Minnesota Vikings Ring of Honor (Classe del 2002)
- College Football Hall of Fame (Classe del 2006)
- Squadra ideale del 25º anniversario dei Minnesota Vikings
- Squadra ideale del 40º anniversario dei Minnesota Vikings
- I 50 più grandi Vikings
- Numero 88 ritirato dai Vikings

## Statistiche
| Partite | Partite | Tackle | Tackle | Tackle | Intercetti | Intercetti | Intercetti | Fumble |
| P       | Tit.    | Tot    | Sack   | Saf    | Int        | Yard       | TD         | Forz   |
| ------- | ------- | ------ | ------ | ------ | ---------- | ---------- | ---------- | ------ |
| 225     | 209     | -      | 133,5  | 1      | 1          | -          | -          | -      |